# Jaime Lachica Sin
Jaime Lachica Sin DD, PLH, OS, OL (xinès:辛海梅;辛海棉, POJ Sin Hái-mûi; Sin Hái-mî; llatí: Iacomus Sin; 31 d'agost de 1928 - 21 de juny de 2005) va ser el trentè arquebisbe de Manila, i també va ser cardenal de l'Església catòlica.
D'ascendència filipina xinesa, Sin va ser conegut pel seu paper instrumental en la Revolució del Poder Popular de 1986, que va derrocar el règim del president Ferdinand Marcos i va instal·lar a Corazon Aquino com el seu successor. Va ser considerat un líder carismàtic del poble filipí en la Revolució EDSA de 2001 que va substituir al president Joseph Estrada amb Gloria Macapagal-Arroyo. Sin va morir a l'edat de 76 anys, a causa de complicacions renals derivades de la diabetis.

## Biografia
Sin va néixer en una família adinerada a New Washington, Aklan, fill de Juan Sin, un filipí Hokkien de Xiamen i la seva esposa Máxima Lachica, d'ètnia Aklanon.
"Jim", com era conegut, era la mascota de la seva mare. El 14è de 16 nens, era un fill dolorosament prim i asmàtic, que sovint acostumava entre els seus pares per dormir de nit. Quan li va preguntar a la seva infermera per què la seva mare li prestava tanta atenció, li va dir que era perquè era el més feble. Es va anar a casa de la infància i la seva família per estudiar al Seminari de Sant Vicent Ferrer i va ser ordenat sacerdot de l'arxidiòcesi de Jaro el 3 d'abril de 1954. Va ser el primer rector del Seminari de Sant Pius X a Lawaan Hills, Roxas City, Capiz, que va servir des de 1957 fins a 1967. El 29 de febrer de 1960, va ser nomenat prelat nacional (actualment, prelat honorífic amb el títol de monsenyor). Va ser nomenat bisbe auxiliar de Jaro el 10 de febrer de 1967, i va ser consagrat bisbe de la seu titular d'Obba el 18 de març del mateix any. El 15 de març de 1972, Sin va ser nomenat Arquebisbe Coadjutor de Jaro, assumint funcions administratives a l'arxidiòcesi, mentre mantenia la titularitat de Massa Lubrense. El 8 d'octubre de 1972, Sin va ser nomenat Arquebisbe de Jaro.

### Arquebisbe de Manila
El servei de Sin com a Arquebisbe de Jaro va acabar amb el seu nomenament el 21 de gener de 1974 per a la major seu arxidiocesana a la capital nacional de Manila. Sin va ser inicialment reticent a assumir el paper de líder de l'Església Catòlica a les Filipines. Va ser instal·lat oficialment com a arquebisbe de Manila a la catedral de Manila el 19 de març de 1974, convertint-lo en el tercer filipí nadiu a la seu després de segles d'arquebisbes espanyols, americans i irlandesos.
El 24 de maig de 1976, el papa Pau VI el va fer membre del Col·legi de Cardenals, creant-lo cardenal prevere de l'església titular de Santa Maria ai Monti. Va participar com a elector cardinal en els conclaves papals d'agost i d'octubre que van triar els papes Joan Pau I i Joan Pau II respectivament. En el conclave d'agost, segons sembla, va dir a Albino Luciani: "Vos sereu el nou Papa". Després que Luciani va ser elegit com Joan Pau I, el cardenal Sin li va rendir homenatge i el nou papa va dir: "Ets un profeta, però el meu regnat serà breu." Va ser el membre més jove del Col·legi fins a 1983.
El seu títol i cognoms com a Cardenal Sin (en anglès, "Sin" significa "pecat", i "Cardenal Sin" es refereix al pecat mortal) eren un punt d'humor a les Filipines i als catòlics filipins. Exemples incloïen "El pecat més gran de tots: el cardenal Sin" ("The greatest sin of all: Cardinal Sin,",) i fins i tot el seu propi joc de "Benvingut a la casa de Sin / Benvingut a la casa del pecat" ("Welcome to the house of Sin") que solia saludar els convidats a Villa San Miguel, el palau de l'arquebisbe a Mandaluyong.

### Opinions sobre l'ús del preservatiu
Com a país predominantment catòlic, els assumptes a les Filipines tenen i estan influïts per l'Església en diversos graus. L'ús del preservatiu ha estat històricament un tema controvertit. Com a arquebisbe de Manila el 1996, quan el govern va distribuir condons per frenar les taxes d'infecció pel VIH, Sin va denunciar el programa com "intrínsecamente malvat", en línia amb l'ensenyament de l'Església al respecte. Sin també va denunciar llavors: el secretari de salut, Juan Flavier, amb alguns afirmant que la promoció del condó d'aquest últim l'havia convertit en un agent involuntari de Satanàs. Els catòlics destacats també van protestar contra el programa de distribució del condó del govern mitjançant la crema de caixes de preservatius.

### Moviment del Poder del Poble
Els esdeveniments a les Filipines sota el comandament del president Ferdinand Marcos van obligar a Sin, el líder espiritual dels catòlics filipins, a involucrar-se en la política. Va ser testimoni de la corrupció, el frau i fins i tot l'assassinat del règim i l'augment del descontentament popular amb el govern dictatorial de Marcos i la seva dona, Imelda. En sis mesos després del seu nomenament com a Arquebisbe, Sin va criticar a les autoritats després que els militars haguessin penetrat en un seminari de Manila al considerar que estava protegint als insurgents. Sin va recórrer als filipins de totes les religions per seguir els ensenyaments de Jesús als Evangelis i utilitzar mitjans pacífics per canviar la situació política a les Filipines.
A partir dels anys setanta, el cardenal Sin, moderat, es trobava entre els líders que pressionaven públicament al president Marcos per acabar amb la llei marcial, despreocupant-se que els radicals esquerrans poguessin derrocar al govern. Sin finalment va decidir pronunciar-se en suport de Corazon Aquino, la vídua del líder de l'oposició assassinat Benigno Aquino, Jr., en demanar el final de la llei marcial. Això va portar a manifestacions massives populars, sovint dirigides per monges que la policia antidisturbis no s'atrevia a atacar. Al febrer de 1986, Sin va convidar als filipins a envoltar la prefectura de la policia i la seu militar a Manila per protegir el vici-cap de l'Estat Major de l'exèrcit militar Fidel Ramos, que havia trencat amb el senyor Marcos. Més d'un milió de persones van sortir als carrers resant el rosari i cantant himnes en una eclosió que va protegir els rebels antigubernamentals de l'atac. Alguns soldats van decidir unir-se als manifestants.
En el que posteriorment es va fer conegut com la Revolució del Poder Popular, Marcos, la seva família i els assessors propers es van veure obligats a fugir de les Filipines i es van establir a Honolulu, Hawaii, a invitació del president estatunidenc Ronald Reagan. El cardenal Sin, juntament amb els presidents Corazon Aquino i Fidel Ramos, va passar a ser conegut entre els filipins com els arquitectes del Moviment del Poder Popular.
Sin va decidir intervenir de nou, el 2001, per convertir-se en líder espiritual d'un altre Moviment del Poder Popular. Alguns filipins van al·legar que el president Joseph Estrada era culpable d'una gran corrupció i injerto a causa del controvertit "segon sobre". Les persones pobres que marxaven al carrer, amb el suport de Sin, l'elit i els generals militars, van aconseguir derrotar a Estrada del poder i elevar a Gloria Macapagal Arroyo com a presidenta en funcions en el que la comunitat internacional percebia com una democràcia triomfal. El "segon sobre" es va obrir després del cop d'estat i va resultar ser el compte bancari d'Estrada. En comentar sobre la corrupció endèmica que va persistir després de Marcos, Sin va dir: «Ens vam alliberar d'Ali Baba, però els 40 lladres van romandre». Es va informar que les accions del cardenal provocaven inquietud al Vaticà i que se'l va convocar a Roma per a donar explicacions.
Hores abans que centenars de soldats i oficials fessin una revolta fallida contra la presidenta Gloria Macapagal Arroyo al juliol de 2003, Sin va instar els filipins a estar atents als grups que intentaven violentar les institucions democràtiques del país.
Dos anys i mig després de la mort de Sin, es va informar que a l'altura de EDSA II, Sin va rebre una directiva del Vaticà ordenant-li que el clergat filipí adoptés una postura no partidista cap a la crisi política. Sin, que aleshores havia donat suport a la revolta de l'EDSA II, es va dir que havia amenaçat de dimitir com a arquebisbe si es veia obligat a retirar el seu suport. L'informe va ser resolt amb la mediació de la llavors Jutge Adjunt del Tribunal Suprem Artemio Panganiban (més tard, Cap de Justícia de les Filipines), membre del Consell Pontifici per als Laics, un departament de la Cúria Romana. Com a resultat, el Vaticà no va insistir en la seva demanda anterior. Els informes van ser atribuïts a les persones amb fama de tenir coneixement de primera mà dels esdeveniments, però no hi va haver cap confirmació oficial del Vaticà ni de l'Arxidiòcesi de Manila.

### Retir i mort
El cardenal Sin es va retirar com a arquebisbe de Manila el 15 de setembre de 2003 i va ser succeït per Gaudencio Borbon Rosales. Estava massa malalt per viatjar al conclave de 2005 que va triar el Papa Benet XVI. Afectat durant anys amb una malaltia renal causada per la diabetis, el 19 de juny de 2005 va ser portat al Cardinal Rufino Santos Medical Center de San Juan, Metro Manila, per una persistent febre lleu. Va morir d'insuficiència renal el 21 de juny de 2005, a l'edat de 76 anys, dos mesos abans del seu 77è aniversari. El govern li va concedir l'honor d'un funeral d'estat i un període de dol nacional a través de la Proclamació Presidencial № 863, s. 2005 signada per la presidenta Gloria Macapagal-Arroyo. Va ser enterrat al costat dels seus tres predecessors immediats a la cripta de la catedral de Manila, després d'un funeral allí assistit per milers de filipins.

## Honors
- : Cap Comandant de la Legió d'Honor
- : Gran Collar de l'orde de Sikatuna
- : Gran Creu de l'orde de Lakandula
- : Gran Creu de l'orde d'Isabel la Catòlica- (24 de juny de 1977)[14]

A més, Sín rebé 26 doctorats honorífics en diversos camps d'altes institucions educatives a les Filipines i arreu (principalment d'universitats estatunidenques), entre elles Pontifícia i Reial Universitat de Santo Tomas a Manila, Universitat Yale, Universitat de Georgetown, Universitat de Brandeis i el Boston College.